# Georg Sibbern
Georg Christian Sibbern, född den 29 mars 1816 på Vernekloster, död där den 5 oktober 1901, var en norsk diplomat och statsminister, son till Valentin Christian Wilhelm Sibbern.
Sibbern blev juris kandidat 1837, sekreterare i Utrikesdepartementet i Stockholm 1838, legationssekreterare 1842–50, chargé d’affaires 1850, ministerresident 1854 i Washington, D.C., sekreterare hos kronprins Karl som vicekonung i Norge 1856 och medlem av interimsregeringen 1857, statsminister och (som sådan) medlem av norska statsrådsavdelningen i Stockholm var Sibbern från den 16 december 1858 till den 30 november 1861, då han tog avsked i följd av den genom striden om Riksaktens revision framkallade krisen. Han återvände dock redan den 17 december samma år till sin post.
Han kvarstannade på den till den 9 oktober 1871, då han tog avsked på grund av, att propositionen om det av andra unionskommittén (1865–67) utarbetade unionsförslaget kort förut hade lidit ett överväldigande nederlag i
stortinget.
1878–84 var han de förenade rikenas envoyé i Paris. Vid Frederik Stangs avgång den 4 oktober 1880 erbjöds Sibbern att bli hans efterträdare, men han vägrade.